# Dom Flemons
Dom Flemons (Phoenix, 1982. augusztus 30. –) amerikai Grammy-díjra jelölt zenész; multiinstrumentalista, énekes, dalszerző, költő.

## Pályakép
Az arizonai Phoenixben nevelkedett Dom Flemons középiskolája zenekarában ütőhangszereken kezdett foglalkozni a zenével. Tinédzserként gitárt, szájharmonikát használva helyi kávéházakban kezdett el játszani. Hamarosan az arizonai folkzene rendszeres fellépője lett.
Angol irodalom szakon végzett a Northern Arizona Egyetemen; kis időre szünetet tartott a zenélésben, hogy slam poetry-vel foglalkozzon. A slam poetry kutatása mellett hanglemezeket is tanulmányozott. A népzene, a blues, a dzsessz, a jugband, a country zene és az 1950-es évek rock and rollja egyaránt foglalkoztatta. Érdeklődni kezdett olyan népzenészek iránt, mint Phil Ochs, Dave Van Ronk és Mike Seeger, valamint Mississippi John Hurt, Howlin’ Wolf, Hank Williams, Chuck Berry és Carl Perkins.
2013. végén a The Carolina Chocolate Drops együttes bejelentette, hogy Flemons távozik tőlük és szólókarrierbe kezd.
Flemons szólókarrierje akkor kezdődött, amikor még a Carolina Chocolate Drops tagja volt. Debütáló szólóalbuma 2007-ben saját kiadású volt: Dance Tunes Ballads & Blues. Szerepelt az NPR-en (National Public Radio), fellépett a Newport Folk Festivalon, a Carnegie Hallban, az Afroamerikai Történeti és Kultúra Nemzeti Múzeumának megnyitó ünnepségén, a National Cowboy Poetry Gatheringen, a 2017-es Rainforest World Music Festival-on Kuchingban, Malajziában.

## Albumok
- 2007: Dance Tunes Ballads & Blues
- 2008: American Songster
- 2012: Buffalo Junction; with Boo Hanks
- 2014: Prospect Hill
- 2016: A Selection of Ever Popular Favourites; with Martin Simpson
- 2018: Black Cowboys